# Maurice Bloomfield
Maurice Bloomfield, född den 23 februari 1855 i Biditz i Österrike, död den 12 juni 1928, var en nordamerikansk indolog och komparativ språkvetenskapsman
Bloomfield utvandrade 1867 till Förenta Staterna, studerade vid universitetet i Chicago och South Carolina, där han blev magister artium 1877, samt vid Yale University och Johns Hopkins University, där han 1879 blev filosofie doktor. 
Efter fortsatta studier i Berlin och Leipzig kallades han 1881 till professor i sanskrit och jämförande språkvetenskap vid Johns Hopkins universitet i Baltimore. Bloomfields viktigaste arbeten är: 
- en edition från originalmanuskript av "Kauchikasutra" (1890, i "Journal of the American oriental society", band 14)
- översättning av "Atharvaveda" ("Sacred books of the East", band 42)
- index till "Bergaigne, religion védique" (1897, i Bibi. de l'école des hautes études 117)
- "Atharvaveda and Gopathabrahmana" (1899 i Bühlers "Grundriss der indoarischen philologie")
- tillsammans med Richard Garbe i Tübingen Kashmir-recensionen av Atharvaveda
- stor "Concordance of the hymns and sacred formulas of the entire vedic litterature".

Bloomfield skrev vidare tidskriftsartiklar om det gamla Indiens litteratur, religion, mytologi och historia, bland annat omkring 50 bidrag till Vedas tolkning, om sanskritisk, grekisk, latinsk och jämförande grammatik samt om mytologi och religionsvetenskap i allmänhet. Bloomfield var en av ledarna för "American oriental society" och var en av samtidens mest ansedda auktoriteter på den indiska (företrädesvis vediska) litteraturens område.